# Vorwärts 90 Berlin
Vorwärts 90 Berlin (offiziell: Berliner Fußball-Club Vorwärts 1890 e. V.) war ein Sportverein aus dem Berliner Bezirk Tempelhof. Die Fußballmannschaft wurde 1921 Deutscher Vizemeister, ehe der Verein sechs Jahre später mit Union 92 Berlin zu Blau-Weiß 90 Berlin fusionierte. Am 28. Januar 1900 zählte er zu den Gründungsvereinen des DFB.

## Geschichte
Der Verein wurde am 2. November 1890 gegründet und gehörte zunächst dem Deutschen Fußball- und Cricket Bund (DFuCB) an, in dem man vier Meisterschaften gewinnen konnte. Nach dem Niedergang des DFuCB im Jahr 1902 wechselte Vorwärts Berlin in den Märkischen Fußball-Bund und konnte sich bereits in der ersten Saison nach einem 2:1-Entscheidungsspielsieg gegen Viktoria Cottbus die märkische Fußballmeisterschaft sichern. Ein Jahr später wurde der Titel erfolgreich verteidigt. Dennoch nahm die Mannschaft nicht an der erstmals ausgespielten deutschen Meisterschaft teil. 1904 (gegen Weißenseer FC) und 1910 (gegen Tasmania Rixdorf) wurde man märkischer Vizemeister.
Im Jahre 1921 erreichte Vorwärts seinen größten Erfolg. Nach zwei Siegen über den BFC Preussen sicherte sich die Mannschaft die Berliner Meisterschaft und erreichte die Endrunde um die deutsche Meisterschaft. Dort besiegte Vorwärts zunächst den Stettiner SC mit 2:1 und traf im Halbfinale auf den Duisburger SpV. Die Westdeutschen wurden nach Verlängerung ebenfalls mit 2:1 besiegt. Im Endspiel traf Vorwärts auf den 1. FC Nürnberg, der das Spiel überlegen mit 5:0 für sich entscheiden konnte.
Ein Jahr später scheiterte Vorwärts am erneuten Einzug ins Berliner Endspiel nach Entscheidungsspielniederlagen gegen den SV Norden-Nordwest. 1923 war die Mannschaft erfolgreicher und zog ins Berliner Endspiel ein, wo Vorwärts sich Union Oberschöneweide geschlagen geben musste. In den folgenden Jahren rutschte die Mannschaft ins Mittelmaß zurück und fusionierte 1927 mit Union 92 Berlin zu Blau-Weiß 90 Berlin.

## Erfolge
- Fußball-Bundesmeister des DFuCB: 1898, 1899, 1900, 1901
- Märkischer Fußballmeister: 1902, 1903
- Berliner Fußballmeister des VBB: 1921
- Deutscher Vizemeister: 1921

## Spieler
- Albert Weber (1907–1930), 1912 drei Länderspiele.
- Karl Wolter (191?–19??), 1912 bis 1921 drei Länderspiele.
- Walter Fritzsche (191?–19??), 1921 ein Länderspiel.
- Georg Schumann (191?–19??), 1924 ein Länderspiel.